# Roy Carroll
Roy Eric Carroll (1977. szeptember 30., Enisskillen) északír labdarúgókapus, aki jelenleg a Linfield csapatában játszik.

## Háttere
Carrol egy északír faluban, Tamlaghtban nőtt fel és közeli csapatok ifiakadémiáin nevelkedett. Később Angliába költözött, ahol több csapatban is megfordult. 2001 novemberében kitüntetést kapott a Vöröskereszttől, amiért sokat segített egy leukémiás gyereknek. 2006-ban elvonókúrára kellett járnia szerencsejáték- és alkoholfüggősége miatt.

## Pályafutása

### Hull City
Carroll profi karrierje 1995 szeptemberében kezdődött a Hull Citynél. Itt minden sorozatot egybevéve pontosan 50 alkalommal lépett pályára, de két év után a csapatnak meg kellett válnia tőle növekvő adósságai miatt.

### Wigan Athletic
1997-ben a Wigan akkor klubrekordnak számító 350 000 font ellenében leigazolta. Carroll négy évet töltött el a Laticsnél és több, mint 170 meccsen lépett pályára. Nagy szerepe volt abban, hogy az 1999–2000-es szezonban 26 mérkőzésen keresztül veretlen volt a csapat. A szezon végén a játékostársak őt választották a másodosztály legjobb kapusának.

### Manchester United
Carroll 2001 nyarán a Wiganhez közeli Manchester Unitedhez igazolt körülbelül 2,5 millió fontért. Fabien Barthez mellett alig tudott bekerülni a csapatba. 2003-ban Tim Howard is a Unitedhez került, így Carroll helyzete még nehezebbé vált. A 2004-es FA Kupa-döntőn csereként beállt Howard helyett a 84. percben, így neki is része volt a serleg elhódításában. Carroll leginkább melléfogásairól vált ismertté a Vörös Ördögöknél, egyszer például a Tottenham ellen egy félpályás lövést követően beejtette a labdát saját kapujába, de a játékvezető és a partjelzők ezt nem vették észre. Ezután több meccsen keresztül kimaradt a csapatból, majd az AC Milan ellen újabb hibát követett el. 2005-ben lejárt a szerződése és a United úgy döntött, hogy megválik tőle.

### West Ham United
Három héttel azután, hogy távozott az Old Traffordról, a West Ham United leigazolta. Londonban kezdetben jól szerepelt, de 19 meccs után megsérült a háta és a 2005–2006-os szezon hátralévő részében nem játszhatott. A következő évadban a klubhoz érkezett Robert Green, így Carroll mindössze 17-szer lépett pályára. Kérte a klubtól átadólistára helyezését, de ők inkább felbontották a szerződését 2007 májusában.

### Rangers
Carrol két hónappal később egyéves szerződést kötött a Rangers-szel. A skótoknál Allan McGragor cseréje volt, csak egyszer léphetett pályára, a Ligakupában, az East Fife ellen.

### Derby County
2008. január 9-én Carroll elárulta, hogy szeretné leigazolni a Derby County. A Rangers megengedte neki, hogy tárgyaljon a Kosokkal, de késleltették az üzletet, amíg nem találtak újabb cserekapust. A glasgowiak végül megszerezték Neil Alexandert az Ipswich Towntól, így Carroll az átigazolási időszak utolsó napján a Derbyhez szerződhetett. A Birmingham City ellen mutatkozhatott be február 2-án.

### Olimbiakósz
2012. február 14-én a Rubin Kazany elleni  idegenbeli Európa-liga mérkőzésen a kiállított Megyeri Balázs helyére beállva büntetőt hárított, ezzel hozzásegítve csapatát az 1–0-s győzelemhez.

## Válogatott
Carroll 1997. május 21-én kapott először lehetőséget az északír válogatottban, Thaiföld ellen. Ezután évekig nem tudott bekerülni a nemzeti tizenegybe Mark Taylor mellett. Ez idő alatt az U21-ben szerepelt. Pályafutása során 44 válogatott mérkőzésen szerepelt, részt vett a 2016-os labdarúgó-Európa-bajnokságon.

### Sikerei, díjai
Wigan Athletic
- Angol labdarúgó-ligakupa: 1998-99

Manchester United
- Premier League: 2002-03
- Community Shield: 2003
- FA kupa: 2003-04

Olimbiakósz
- Görög bajnok: 2013
- Görög kupagyőztes: 2012, 2013